# Księżyc trojański

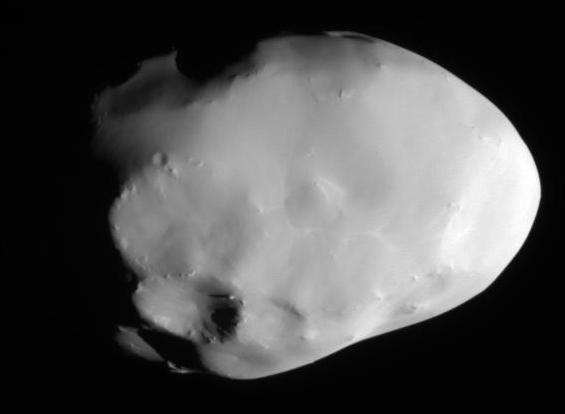
Telesto (księżyc trojański Tetydy) widziana przez kamerę sondy Cassini

Księżyc trojański – naturalny satelita, poruszający się wokół planety po tej samej (lub bardzo zbliżonej) orbicie co inny, dużo masywniejszy księżyc, w pobliżu punktu libracyjnego L4 lub L5. Nazwa została nadana przez analogię do planetoid trojańskich, dzielących podobnie orbitę z niektórymi planetami. One z kolei zostały nazwane na cześć bohaterów wojny trojańskiej.

## Znane księżyce trojańskie
Obecnie znamy cztery takie satelity, wszystkie w układzie księżyców Saturna. W 1980 roku obserwacje prowadzone przez naziemne teleskopy doprowadziły do odkrycia aż trzech księżyców trojańskich, czwarty został odkryty przez sondę Cassini w 2004 r.
Na orbicie Tetydy (o średnicy ponad 1000 km) krążą dwa małe (o rozmiarach rzędu 20 km), nieregularne księżyce Saturna. Telesto wyprzedza Tetydę o 60° w ruchu orbitalnym (znajduje się w punkcie Lagrange'a L4), podczas gdy Kalipso podąża o 60° (punkt L5) za większym satelitą. Także Dione (o średnicy ponad 1100 km) ma dwa księżyce trojańskie: poprzedzającą Helenę (o rozmiarach rzędu 30 km) i odkrytego w 2004, podążającego za nią Polideukesa (około 3,5 km średnicy).
Księżyców trojańskich poszukiwano także na orbicie ziemskiego Księżyca, nigdy nie zostały jednak odnalezione. Odkryto jedynie „trojańskie” obłoki pyłowe, znane jako księżyce Kordylewskiego. Nie ma jednak pewności, czy jest to zjawisko trwałe, czy tylko przejściowe.